# Египетская кобра
Египетская кобра (лат. Naja haje) — ядовитая змея семейства аспидов.

## Описание
Общая длина — от 1 до 2 м, отдельные особи могут достигать 3 м. Окраска варьирует от светло-жёлтой до тёмно-коричневой, с более светлым брюшком. У некоторых особей на шее с нижней стороны заметны тёмные полосы, особенно отчётливые при оборонительной позе. Встречаются также поперечно-полосатые варианты окраски с чередованием светлых и тёмных участков.

## Распространение
Ареал включает северную (за исключением Туниса), западную и восточную Африку, а также южные районы Аравийского полуострова.

## Образ жизни
Обитает в полупустынях, саваннах, горах, среди камней и развалин. Ведёт наземный образ жизни, но способна лазать и плавать. Активна преимущественно в дневное время.

## Питание
Питается мелкими млекопитающими, птицами, земноводными и ящерицами. При угрозе змея поднимает переднюю часть тела и расправляет шейный «капюшон». В сравнении с индийской коброй, капюшон у египетской уже.

## Размножение
Яйцекладущий вид. Самка откладывает от 8 до 20 яиц в защищённые места — дупла, норы или под камни. Длина вылупившихся змеёнышей — от 24 до 34 см.

## Яд
Яд нейротоксичен и опасен для человека, способен вызвать паралич дыхательной мускулатуры. При своевременном введении противоядия шансы на выживание высоки.

## Подвиды
- Naja haje haje — Северная Африка (от Марокко до Египта), юг Танзании, запад Сенегала.
- Naja haje anchietae — южная Ангола, Демократическая Республика Конго, Намибия, Ботсвана, Замбия, Зимбабве.
- Naja haje arabica — Саудовская Аравия.
- Naja haje legionis — Марокко.

Ранее выделяемый подвид Naja haje annulifera признан самостоятельным видом — Naja annulifera.

## В истории

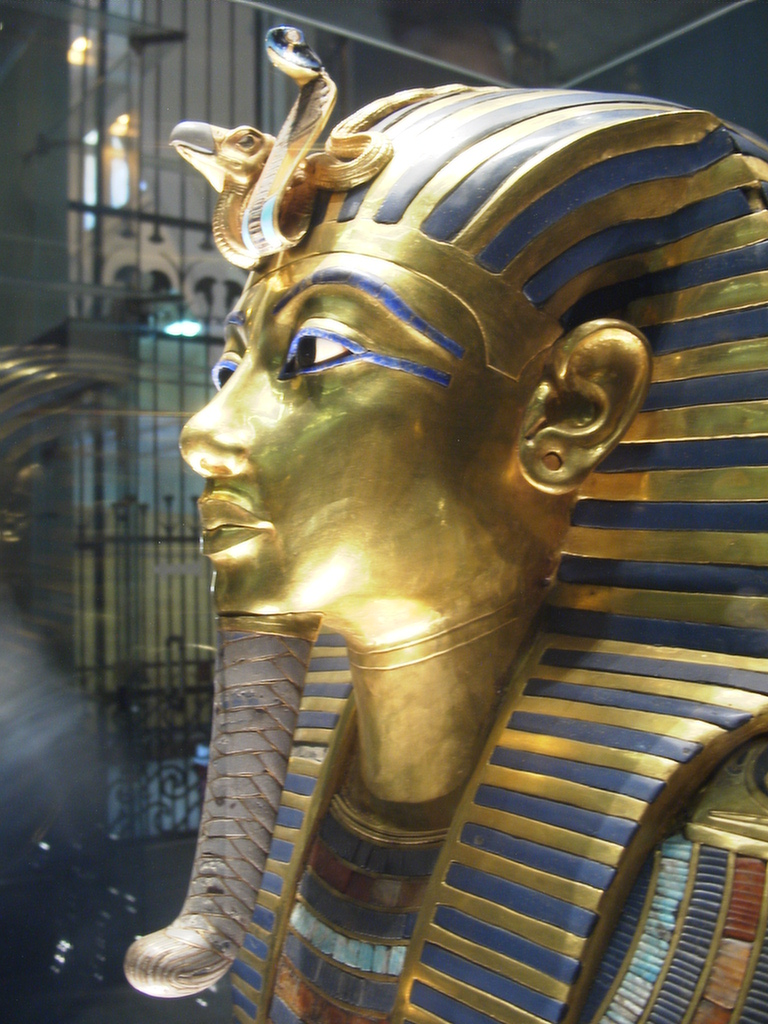
Урей на лбу маски Тутанхамона.

С древности египетская кобра ассоциировалась с властью и божественной защитой. Её изображение — урей — венчало короны фараонов, символизируя их власть и связь с богами.
В античности яд кобры применялся как средство казни. Легенда гласит, что царица Клеопатра VII воспользовалась ядом египетской кобры, чтобы избежать пленения войсками Октавиана.

## Кобра и человек
Египетская кобра часто используется заклинателями змей. В условиях неволи проявляет активность, требует просторного террариума и соблюдения температурного режима. Совместное содержание нескольких особей не рекомендуется из-за возможной агрессии.